# Пикшара
Пикшара — река в России, протекает в Чувашской Республике. Устье реки находится в 8 км по левому берегу реки Кармала. Длина реки составляет 20 км.
Исток реки в лесах северо-восточнее села Гарт в 15 км к юго-западу от посёлка Буинск. Течёт на юго-запад по ненаселённому лесному массиву.

## Данные водного реестра
По данным государственного водного реестра России относится к Верхневолжскому бассейновому округу, водохозяйственный участок реки — Сура от устья реки Алатырь и до устья, речной подбассейн реки — Сура. Речной бассейн реки — (Верхняя) Волга до Куйбышевского водохранилища (без бассейна Оки).
По данным геоинформационной системы водохозяйственного районирования территории РФ, подготовленной Федеральным агентством водных ресурсов:
- Код водного объекта в государственном водном реестре — 08010500412110000038916
- Код по гидрологической изученности (ГИ) — 110003891
- Код бассейна — 08.01.05.004
- Номер тома по ГИ — 10
- Выпуск по ГИ — 0